# Szarvasi FC
A Szarvasi Football Club 1905, röviden Szarvasi FC, egy magyar labdarúgócsapat Szarvasról. 1905-ben alapították Szarvasi Football Társaság illetve Juventus SC néven. A csapat színei napjainkban is és -kis kitérővel- kezdetek óta is a világoskék és a fehér.

## Történet

### A megalakulástól 1945-ig
A Szarvas és Vidéke 1905 július 9.-i száma hírek rovatában "Football Társaság" címszó alatt közli, hogy a "...szarvasi ifjúság sportkedvelő része footballcsapatot alakított, amely az Erzsébet-liget nagy köröndjén háromszor hetenként tart matscheket". A lap megerősíti azt is hogy "Szarvasi Football Társaság" néven 1905 június 17 én megalakult az első szarvasi labdarúgó egyesület, mely Békés megye legrégebbi labdarúgó csapata is egyben. Legelső nyilvános mérkőzésüket barátságos találkozó keretében a Budapesti Műegyetemi Athletikai és Football Klub ellen vívták 1905 szeptember 1.-én. A mérkőzés végeredménye 8:1-lett a budapestiek javára. A klub először 1912-ben "Békés vármegye és környéke football csapatainak Ezüst Serleg Bajnokságán" vett részt, mint első hivatalos megmérettetés.
A bajnoki rendszer kialakításával a Vidéki bajnokságok – Déli kerület, II. osztály, Csabai alosztályában játszott először az 1922/23-as szezonban akkor az induló 7 csapatból a 3. helyen végzett.

### 1945-től 1989-ig
A csapat nem egyszer került be az NBIII-ba, először az 1948/49-es szezonban, amikor 30 ponttal a 8. helyen végzett.
Az 1970/71-es szezonban először bejutott az NB II-be, ahol 26 ponttal a 13. lett.  Az utolsó a sorozatban az 1994/95-ös szezonban volt,

### A rendszerváltás utáni évek napjainkig
A csapat 1998-tól a Békés megyei I. osztályú labdarúgó-bajnokságon szerepelt. Itt a 2007/08-as szezonban 13 ponttal a 14. helyen végeztek. Később a 2009/10-es szezonban második helyezést ért el, és így ismét bejutott az NB III-ba, ahol a 12. helyet szerezte meg. A 2011/12-es szezonban ismét bejutott az NB III-ba, ahol 25 ponttal a 14. helyet érte el.

## Névváltoztatások
- 1905–1906 Szarvasi Football Társaság
- 1906–? Juventus SC
- 1912–? Szarvasi TAC
- ?–1923 Szarvasi Iparosok és Munkások Testedző Köre
- 1923–1942 Szarvasi Turul Sport Egyesület
- 1942–1945 Szarvasi MOVE
- 1945–1948 Szarvasi SE
- 1948–1949 Szarvasi EPOSz
- 1949–1950 Szarvasi Vasas
- 1950–1951 Szarvasi SzSE
- 1951–1952 Szarvasi Vasas SK
- 1952–1957 Szarvasi Traktor
- 1957 Szarvasi Hunyadi
- 1957–1958 Szarvasi MEDOSZ SE
- 1958–1962 Szarvasi SC
- 1962–1971 Szarvasi Spartacus SC
- 1971-1985 Szarvasi Főiskola Spartacus Sport Club
- 1985–1995 Szarvasi Vasas Spartacus SE
- 1995–2018 Szarvasi FC
- 2018– Szarvasi FC 1905

## Korábbi híres labdarúgók

### Válogatott labdarúgók
- Kerekes II. István 1-szeres magyar válogatott
- Paróczai Sándor 9-szeres magyar válogatott
- Pisont István 20-szoros magyar válogatott
- Tőzsér Dániel 31-szeres magyar válogatott
- Viorel Turcu 7-szeres román válogatott

### NB I-es játékosok
- Zima Pál
- Bertók Pál
- Kerekes I. Imre
- Szeljak János
- Lancsa György
- Bánáti Imre
- Durucskó Péter
- Belvon Attila
- Aranyos Imre
- Závoda Gábor
- Zahorecz Kriszitán

## Klub elnökei
- 2012– Bencze Sándor
- 2000–2012 Rejtő József
- 1997–1998 Lipcsei Imre
- 1994–1996 Mári Sándor
- 1985–1994 Hódsági Tamás
- 1962–1985 Székely László
- 1945–1956 Margócsy Gyula
- 1945 dr. Kovács Ferenc
- 1944–1945 dr. Ondváry Pál)
- 1941–1944 Csongrádi János
- 1938–1941 Margócsy Gyula
- 1905 dr. Vass Nándor

## Vezetőedzők
- 2014–2019 Rétes Pál
- 2008–2014 Somogyi János
- 2007–2008 Ciglédszky Ákos
- 2005–2007 Paulik János
- 2000–2005 Somogyi János
- 1998–2000 Paulik János
- 1996–1998 Tőzsér Géza
- 1994–1996 Vígh Tibor
- 1991–1994 Ioan Patrascu
- 1988–1991 Pallagi Róbert
- 1987–1988 Petróczi Gábor
- 1985–1987 Szűcs Mihály
- 1984–1985 dr. Bencze Sándor
- 1983–1984 Pataki Tamás
- 1981–1983 Szalai Miklós
- 1979–1981 Papp László
- 1977–1979 Pallagi Róbert
- 1976–1977 Bulla József és Grünwald Béla
- 1972–1976 Bánáti Rezső
- 1971–1972 Bédi Lajos
- 1966–1971 Bencsik Gyula
- 1965 Bartalos Lajos
- 1964 Sebő János
- 1963 Bencsik Mihály
- 1962–1963 Janurik Mihály
- 1961–1962 Laurenczy Jenő
- 1960–1961 Polyák József
- 1958–1960 Kerekes Imre
- 1957–1958 Probszt Elemér
- 1955–1956 Szollár Lajos
- 1954 Laurenczy Jenő
- 1953 Populás István
- 1952 Tóth László
- 1945 Populás István
- 1942–1944 dr. Ópalotai János
- 1933–1934 Laczó Mihály
- 1905–1913 ifj. Oláh Miklós

## Sikerek

### Amatőr Kupa
- Ezüstérem: 2019[3]

### Magyar Kupa
- főtábla: 2017–2018, 2018–2019, 2019–2020

### NB II
- Bronzérem: 1988–1989

### NB III
- Bajnok: 1933–1934, 1957 tavasz, 1969, 1973–1974, 1985–1986, 1987–1988
- Ezüstérem: 1954, 1975–1976
- Bronzérem: 1947–1948, 1976–1977, 1977–1978

### Békés megyei I. osztály
- Bajnok: 1941–1942, 1958–1959, 1963 ősz, 1967, 1969, 1973–1974, 2001–2002

## Jelenlegi keret
2020. augusztus 3-ai állapot alapján
| No. |     | Poszt | Játékos           |
| --- | --- | ----- | ----------------- |
| 12  | HUN | K     | Rohony Márk       |
| 97  | HUN | K     | Kasik Viktor      |
| 2   | HUN | V     | Kozár Dávid       |
| 6   | HUN | V     | Polonszki Patrik  |
| 9   | HUN | V     | Bakró Géza Attila |
| 30  | HUN | V     | Takács János      |
| 77  | HUN | V     | Szikora Milán     |
| 91  | HUN | V     | Bozsó László      |
| 30  | HUN | V     | Takács János      |
| 14  | HUN | KP    | Styecz Milán      |
| 17  | HUN | KP    | Varga István      |

| No. |     | Poszt | Játékos        |
| --- | --- | ----- | -------------- |
| 21  | HUN | KP    | Kiri Máté      |
| 80  | HUN | KP    | Kriska Norbert |
| 7   | HUN | CS    | Klimaj Zoltán  |
| 98  | HUN | CS    | Farkas Norbert |
| 4   | HUN | KP    | Zima Dániel    |
|     | HUN | CS    | Balogh Gusztáv |
|     | HUN |       | Bány Bence     |
|     | HUN |       | Viczián Ferenc |
|     | HUN |       | Törköly Tamás  |
|     | HUN |       | Deli Lajos     |
|     | HUN |       | Simon Róbert   |
|     | HUN |       | Mojzsis Martin |

## Weboldalak
- Szarvasi FC hivatalos weboldala
- Adatlapja a magyarfutball.hu-n